# Édouard Delruelle
Pour les articles homonymes, voir Delruelle.
Édouard Delruelle, né le 12 février 1963 à Liège, est un  philosophe belge.
Il est professeur de philosophie à l'Université de Liège où il enseigne la philosophie morale, politique et du droit. Ancien directeur adjoint du Centre pour l'égalité des chances et la lutte contre le racisme, et chroniqueur à la radio, il s'exprime régulièrement sur des sujets de société comme la religion et la laïcité, l'antisémitisme et le racisme, le multiculturalisme.

## Biographie
Né le 12 février 1963  à Liège, il est  issu d'une famille bourgeoise et libérale liégeoise, son père Gérard Delruelle, a été député du Parti de la liberté et du progrès (PLP) et son grand-père, Jules-Emile Delruelle, a été résistant pendant la Seconde Guerre mondiale puis ministre dans le gouvernement de la libération.
Titulaire d'un doctorat en philosophie obtenu en 1991 à l'Université de Liège, il est d'abord aspirant, puis chargé de recherche et enfin chercheur qualifié au Fonds National Belge de la Recherche Scientifique (FNRS) de 1987 à 1996. Il est professeur de philosophie politique à l’Université de Liège, chargé de cours de 1996 à 2002, puis professeur ordinaire depuis 2002. De 2005 à 2007, il est membre du Conseil d’administration de l’Université de Liège.
De 2007 à juin 2013, il exerce la fonction de Directeur adjoint du Centre pour l'égalité des chances et la lutte contre le racisme (institution publique belge de lutte contre les discriminations). Il occupe différents autres mandats comme conseiller à "l’image institutionnelle, l’éthique et la culture" auprès du recteur de l'Université de Liège depuis 2007, membre du Conseil de déontologie journalistique (CDJ) depuis 2010, administrateur à la Fondation Emile Bernheim depuis 2008, administrateur suppléant à l'Agence des droits fondamentaux de l'Union européenne (Fundamental Rights Agency) de 2007 à 2009, membre non-magistrat du Conseil supérieur de la justice de 2005 à 2008.

## Travaux
Après avoir consacré son travail de fin d’études sur Lévi-Strauss publié en 1989 sous le titre Lévi-Strauss et la philosophie, il entame en tant que chercheur au FNRS, une thèse de doctorat sur le consensus chez Habermas et Arendt publiée en 1993 sous le titre Le consensus impossible. Le différend entre éthique et politique chez Habermas et Arendt.
Son enseignement à l'Université de Liège porte sur la philosophie politique et morale et la philosophie du droit. Il dirige le Service de philosophie morale et politique et édite une revue scientifique en ligne, significativement intitulée Dissensus, dont il inaugure le premier numéro en décembre 2008 avec un article sur la mondialisation et le cosmopolitisme.
Sa recherche porte sur la philosophie politique, en particulier l'éthique politique et l'humanisme. Outre son travail de fin d'études et sa thèse de doctorat, il publie en effet trois livres, L’Humanisme, inutile et incertain ? Une critique des droits de l’homme en 1999, L'impatience de la liberté. Autonomie et démocratie en  2004 et Métamorphoses du sujet. L'éthique philosophique de Socrate à Foucault en 2006.

## Engagement politique et prises de position

### Euthanasie
Dans les années 1990, Édouard Delruelle se prononce en faveur du droit de mourir dans la dignité et en tant que membre du Comité consultatif de bioéthique, il participe à la rédaction du  rapport du comité sur l’euthanasie et au débat qui mène à l'adoption de la loi belge sur la dépénalisation de l’euthanasie en 1999.

### Dialogue interculturel et la diversité
En 2004, Édouard Delruelle participe aux travaux de la Commission du dialogue interculturel mise en place par le gouvernement fédéral avec pour objectif de faire le point sur les questions liées à la société multiculturelle telle qu'elle se développe en Belgique. Il est co-rapporteur de cette commission qui soumet au gouvernement fédéral un rapport final avec une proposition d'avant-projet de charte pour la citoyenneté belge[réf. nécessaire]. Contre le racisme, il oppose la citoyenneté et se prononce pour un contrat d'intégration des étrangers en Belgique,. Il est en faveur de l'interdiction de tous les signes religieux dans les services publics mais s'oppose à l'interdiction systématique du port du voile dans les écoles.

### Racisme, antisémitisme et liberté d'expression
En 2012, Édouard Delruelle estime que le racisme a changé de visage et se dit très inquiet que les questions d’appartenance, de culture et de civilisation soient en train de piéger le combat antiraciste. Delruelle condamne l'orientation multiculturaliste du Mouvement contre le racisme, l’antisémitisme et la xénophobie (MRAX) qui selon lui « a pris l’option de défendre les revendications faites au nom de la culture et de considérer comme du racisme toute forme de refus, d’agressivité ou même de critique à l’égard des cultures dites minoritaires ». Il considère donc que c'est une erreur « d’installer l’opposition majorité/minorité culturelle comme l’axe central de la question du racisme et donc de l’antiracisme ».
En 2013, à la suite de ce qu'il constate comme la résurgence de l'antisémitisme en Belgique, à travers des faits récents et à d'autres non médiatisés, Édouard Delruelle, appelle « les deux principaux partis francophones à faire cesser certains discours qui n'incitent qu'à la haine dans la perspective des élections de 2014 » et en particulier le Parti socialiste (PS) à sortir de son mutisme et faire passer un message fort. Il évoque notamment un tweet d'un conseiller communal PS à Molenbeek, Jamal Ikazban qui traite d'« ordure sioniste », Claude Moniquet, un expert en question de renseignement.
En se basant sur l'expérience des discours racistes, il prend position en faveur de la correctionalisation des délits de presse et souhaite l'extension aux propos de haine qui relèvent d'autres motifs, comme les propos homophobes et les incitations à la haine contre des groupes religieux ou des communautés religieuses, car selon lui, « , c’est une question d’ordre public et de paix sociale »[réf. nécessaire]

## Chroniques radiophoniques
Depuis septembre 2010, Édouard Delruelle tient une chronique régulière sur les ondes de « La Première » (radio belge francophone de service public) où il commente l'actualité politique et sociale.

## Controverses
Les analyses et les prises de position d'Édouard Delruelle, à titre personnel ou dans le cadre de ses mandats, particulièrement celui de directeur adjoint du Centre pour l’égalité des chances et la lutte contre le racisme (CECLR), suscitent des attaques politiques et des polémiques dans la presse et sur les blogs.
En 2010, en participant aux assises sur l'interculturalité, Delruelle exprime dans une note minoritaire des réserves sur les recommandations du rapport final de ces assises. Au sujet des signes convictionnels à l’école, il estime qu’il faut « laisser aux établissements une possibilité d’interdiction totale dans des conditions clairement définies par la loi ». En matière culturelle et religieuse, il se dit opposé à une modification de la loi anti-discrimination de 2007. De manière plus générale, il dit « regretter que le rapport avalise la vision d’une société divisée entre une majorité culturellement dominante et des minorités qui ne seraient pas suffisamment reconnues en tant que telles ».
Le rapport final de ces assises recommande de supprimer de la loi du 23 mars 1995 contre le négationnisme, la référence spécifique au génocide commis par les nazis afin de pouvoir appliquer cette loi à d'autres génocides. Cette recommandation provoque une telle polémique dans la communauté juive de Belgique que, Joelle Milquet, ministre de l'intérieur et de l'égalité des chances, déclare aux représentants du Consistoire central israélite, du Forum der Joodse Organisaties (FJO), du Comité de coordination des organisations juives (CCOJB) et du Cercle Ben Gourion, que « donner de nouvelles possibilités ne doit pas impliquer le retrait de dispositions existantes importantes pour notre société ».
Le 16 novembre 2010, la député bruxelloise Viviane Teitelbaum (MR) adresse à Hervé Hasquin, Jozef De Witte et Édouard Delruelle (respectivement Président, Directeur et Directeur-adjoint du CECLR), une lettre ouverte signée par plusieurs autres personnalités, pour protester contre la publication sur le site du CELR d'un article du Centre qui attribuait à l'Ancien Testament et le Talmut des références à lapidation des femmes. La députée reproche à l'auteur de l'article de « vouloir exonérer l’Islam de toute forme de lien avec la pratique de la lapidation ». Dans sa réponse à la députée, Deruelle justifie la présence de l'article incriminée par la stratégie du CECLR visant à déconstruire ce type de message, à en démontrer la fausseté et/ou la manipulation, mais reconnait que le message posté trois ans auparavant aurait dû être retiré ou modifié, l'actualité ayant changé.
Le 13 décembre 2011, deux élus du Mouvement réformateur (MR), Alain Destexhe, député de la Fédération Wallonie-Bruxelles et Viviane Teitelbaum, députée bruxelloise demandent la démission d'Édouard Delruelle en raison de propos qualifiés d'antisémites tenus par une collaboratrice du centre. En effet, selon le témoignage de David Vroome, commissaire à la police fédérale de Bruxelles, présent au cours d'une formation au centre, l'employée aurait tenu des propos racistes et antisémites en affirmant que les Juifs « peuvent tout se permettre car ils ont de l’argent et le pouvoir financier, mais exploitent également notre culpabilité pour l'Holocauste. ». Les députés considèrent que ces propos sont inacceptables et reprochent à Delruelle de vouloir dédouaner l'employée en déclarant que les propos de cette dernière « ont été mal interprétés et totalement sortis du contexte. Elle a utilisé des clichés dans le seul but de valoriser la communauté juive. Sa démonstration s’est retournée contre elle. » 
Le CECLR, dans un communiqué, assume sa faute et regrette les propos tenus mais il conteste l'intention antisémite que leur prête le commissaire Vroome et décide de déposer plainte contre ce dernier auprès de l'Inspection générale de la police fédérale et locale pour fausses accusations de racisme.
Le commissaire Vroome, à son tour, porte plainte contre Édouard Delruelle pour calomnie et diffamation.
Le 23 mars 2013, Édouard Delruelle appelle dans une interview « les deux principaux partis francophones à faire cesser certains discours qui n'incitent qu'à la haine dans la perspective des élections de 2014 ». En ce qui concerne le MR, Delruelle fait allusion au fait que le député MR Alain Destexhe avait récemment soulevé la polémique en invitant à un débat Laurent Obertone, auteur du livre controversé La France Orange mécanique qui, selon Delruelle, fait un amalgame scandaleux entre délinquance et immigration. En riposte, le député Alain Destexhe accuse Édouard Delruelle de n'avoir pas réagi à une caricature antisémite du PS de Molenbeek et d'appliquer un double standard en dénonciation de racisme et discrimination.